# Paola Turci
Paola Turci (Róma, 1964. szeptember 12. –) olasz könnyűzenei énekesnő.

## Élete

### 1980-as évek
A zenei életben az 1986-os Sanremói dalfesztiválon L'uomo di ieri (Tegnapi férfi) című dalával jelent meg, ám a döntőből kiesett. A következő három évben ismét részt vett a fesztiválon és mindegyiken elnyerte a Kritikusok díját: 1987-ben Primo Tango (Első Tangó) , 1988-ban Saró bellissima (Nagyon szép leszek) és 1989-ben Bambini (Gyerekek) című dalaival. Utóbbi dal az Argentínában 1976–1983 között regnált katonai junta gyermekáldozatairól szól.

### 1990-es évek
1990-ben ötödik alkalommal vett részt a versenyen, ám ezúttal a „Nagy” kategóriában, amiben a 4. helyezést érte el Ringrazio Dio (Köszönöm, Istenem) című dalával. 1991-ben kiadta Candido albumát, az azévi Cantagirót megnyerte a szárd tradicionális dalokat éneklő Tazenda együttessel. 1991 őszén E mi arriva il mare című dalt duettben énekelte Riccardo Cocciantevel. 1993-ban hatodik alkalommal vett részt a Sanremói Dalfesztiválon, ahol 7. helyezett lett a Stato di calma apparente (Látszólagos nyugalmi állapot) dalával. Ez volt az első alkalom, hogy saját maga által szerzett dalt énekelt a fesztiválon. Ragazze című albuma ebben az évben jelent meg.

#### Autóbalesete
1993. augusztus 15-én az énekesnő Saab 9000-es autóját vezetve az A3-as autópályán tartott Szíciliából a Campaniában levő Golfo di Policastro felé egy koncertre, a hátsó ülésen menedzsere ült. Az énekesnőnek a rádiótelefonja folyamatosan csörgött, amit ki akart kapcsolni, emiatt nem figyelt az útra, és nekicsapódott a szalagkorlátnak. Az autója fejreállt, az arca tele lett üvegszilánkokkal, a jobb szemét az orvosi beavatkozásnak köszönhetően sikerült megmenteni, ám az arcán 12 műtétet kellett végrehajtani.

## Diszkográfia

### Stúdiólemezek
- 1988 – Ragazza sola ragazza blu
- 1989 – Paola Turci
- 1990 – Ritorno al presente
- 1991 – Candido
- 1993 – Ragazze
- 1995 – Una sgommata e via
- 2002 – Questa parte di mondo
- 2005 – Tra i fuochi in mezzo al cielo
- 2009 – Attraversami il cuore
- 2010 – Giorni di rose
- 2012 – Le storie degli altri
- 2017 – Il secondo cuore

### Coverlemezek
- 1997 – Oltre le nuvole
- 2000 – Mi basta il paradiso

### Válogatáslemezek
- 1996 – Volo così 1986-1996
- 2015 – Io sono

### Élőzenei lemeze
- 2004 – Stato di calma apparente